# Fit for 55
Fit for 55 bzw. Fit für 55 ist ein Paket reformierter und neuer Richtlinien und Verordnungen zur Klimapolitik der Europäischen Union. Das Paket wurde am 14. Juli 2021 von  der Europäischen Kommission vorgestellt; konzeptionelle Grundlage ist der European Green Deal, den das Gesetzespaket umsetzen soll. Mit dem Paket soll das im Europäischen Klimagesetz verankerte Ziel erreicht werden, den Ausstoß von Treibhausgasen in der EU bis 2030 um mindestens 55 Prozent gegenüber dem Ausstoß 1990 zu reduzieren und Europa bis 2050 klimaneutral zu machen. Bis April 2024 hatten der Rat der Europäischen Union und das Europäische Parlament als die für viele der Vorhaben zuständigen legislativen Organe die meisten Vorschläge angenommen, teilweise in veränderter Fassung.

## Inhalte
Das Paket sieht eine Trias von verschärften Klimazielen, marktorientierten Maßnahmen und ordnungsrechtlichen Vorschriften vor. Einerseits sollen bestehende Klimaschutzmaßnahmen der Europäischen Union verschärft werden; andererseits sind neue Ansätze vorgesehen. Zu den bestehenden Rechtsakten, die verschärft wurden, gehören
- die Emissionshandels-Richtlinie, mit folgenden Änderungen:[4]
  - das Minderungsziel im bestehenden EU-Emissionshandel, der vor allem die Bereiche Industrie und Energie umfasst (EU-EHS 1), wird verschärft: von −43 % auf −62 % bis 2030 gegenüber 2005;
  - die Seefahrt soll in ähnlicher Weise wie der Luftverkehr in das EU-EHS I integriert werden;
  - die Marktstabilitätsreserve im EU-EHS 1 wird angepasst: ein größerer Anteil Zertifikate wird in die Reserve eingestellt bzw. gelöscht;
  - für den Verkehrs- und Gebäudesektor soll ab 2027 ein – zunächst separater – Emissionshandel eingerichtet werden (EU-Emissionshandelssystem 2, kurz EU-EHS 2);
- die Energieeffizienzrichtlinie, die neu gefasst wurde;[5]
- die Erneuerbare-Energien-Richtlinie;
- die LULUCF-Verordnung,[6] die die Sektoren Landnutzung, Landnutzungsänderung und Forstwirtschaft (Land usage, land usage change, forestry – LULUCF) umfasst, u. a. mit einem neuen Ziel, negative Emissionen von netto 310 Mio. t CO2eq bis 2030 zu erreichen;[7][8]
- die Lastenteilungsverordnung, u. a. mit folgenden Änderungen, die im Mai 2023 in Kraft traten:[9]
  - das Minderungsziel in den Sektoren, die nicht unter das EU-EHS I fallen, wurde für 2030 von −30 % auf −40 % gegenüber 2005 angehoben,
  - die Emissionsminderungsziele für die einzelnen Mitgliedstaaten wurden entsprechend verschärft,
  - die Flexibilitätsmechanismen wurden angepasst: die Möglichkeit, Emissionszuweisungen in Folgejahre zu übertragen, eingeschränkt, dafür die Möglichkeit zur Übertragung zwischen Mitgliedstaaten ausgeweitet.
- die Verordnung zur Festsetzung von CO2-Emissionsnormen für neue Personenkraftwagen und neue leichte Nutzfahrzeuge, deren EU-weites Flottenziel nun Emissionsfreiheit ab 2035 ist,[10]
- zwei Richtlinien, die die Emissionsintensität im Luftverkehr und in der Schifffahrt verringern sollen:
  - die FuelEU Maritime-Verordnung, die die Emissionsintensität von in Europa anlegenden Schiffen mit einer Bruttoraumzahl von mehr als 5000 bis 2050 um 80 % verringern soll,[11]
  - die ReFuelEU Aviation-Verordnung, die einen schrittweise steigenden Anteil an nachhaltigen Flugkraftstoffen bewirken soll;[12]
- die EU-Gebäuderichtlinie, die durch eine Neufassung ersetzt wurde.

Bis Mai 2024 nicht final verabschiedet wurde eine Novellierung der Rahmenvorschriften der Union zur Besteuerung von Energieerzeugnissen und elektrischem Strom (Neufassung) (→ Energiesteuerrichtlinie).
Neu sind insbesondere
- das CO2-Grenzausgleichssystem (Carbon Border Adjustment Mechanism – CBAM), das die Gefahr der Carbon Leakage verringern soll, indem es für die grauen Emissionen von in die EU eingeführten Produkte den Kauf von CBAM-Zertifikaten verlangt;
- die Europäische Kompetenzagenda für nachhaltige Wettbewerbsfähigkeit, soziale Gerechtigkeit und Resilienz, die die klimagerechte Aus- und Weiterbildung von Arbeitskräften fördert;
- die Europäische Waldstrategie, die den Ausbau von CO2-Senken fördern soll;
- die Verordnung über den Aufbau der Infrastruktur für alternative Kraftstoffe,[14]
- ein Klima-Sozialfonds,[15] der u. a. mit 25 % der Einnahmen aus dem neuen Emissionshandel für Gebäude und Verkehr ausgestattet werden soll; aus dem Fonds sollen Maßnahmen finanziert werden, die von Preissteigerungen fossiler Brennstoffe besonders betroffenen Menschen, Verkehrsnutzer und Kleinstunternehmen helfen.[3]

## Kritik
Die Umweltorganisation Greenpeace kritisierte, das Paket sei nicht dazu geeignet, die Globale Erwärmung und die damit verbundene Zerstörung wichtiger lebenserhaltender Systeme aufzuhalten, weil das anvisierte Ziel zu niedrig sei. Die Organisation kritisierte die Einstufung von Bioenergie als erneuerbare Energie und den Verkauf von nicht emissionsfreien Autos bis 2035. Auch die Organisation Germanwatch meinte, das 55 %-Ziel sei nicht ausreichend und eine Anhebung auf eine Reduktion von 60 % bis 2030, wie vom Europäischen Parlament gefordert, sei notwendig.
Der polnische Ministerpräsident Morawiecki hat behauptet, der Emissionshandel werde Europa in die tiefste Wirtschaftskrise „seit 100 Jahren“ treiben; außerdem mache er die Armen noch ärmer und die Reichen noch reicher.
Eine Analyse des Kopernikus-Projektes Ariadne untersuchte 2021 die Frage, ob das bestehende, weiche Governance-System der Energie- und Klimaunion ausreicht für die klimapolitischen Maßnahmen jenseits des Emissionshandels, mit denen Fit for 55 ambitionierte Klimaziele erreichen will. Angesichts der zögerlichen Umsetzung schon bestehender Ziele wird dies als fraglich gesehen. Eine Anpassung der Governance-Verordnung ist im Fit for 55-Paket nicht vorgesehen.